# 三辻茜
三辻 茜（みつじ せん、英: Sen Mitsuji、1987年11月26日 - ）は、日本とオーストラリアのモデル、男優。
YouTube PremiumのオリジナルSFドラマシリーズ『オリジン』のシュン・ケンザキ役で知られる。近年ではPeacockの『BRAVE NEW WORLD/ブレイブ・ニュー・ワールド』に出演した。

## 経歴
オーストラリアのシドニーにて日本人起業家の父とオーストラリア人アーティストの母のもとに2人兄弟の長男として生まれた。シドニー・ボーイズ・ハイスクールを卒業した。
東京に留学中、コンサート会場でモデルとしてスカウトされた。オーストラリアの大学を卒業し、東京で印刷物およびランウェイのモデルとなり、人気男性誌『MEN'S NON-NO』に度々登場した。その後俳優業を開始し、2015年、短編映画『In Time』の脚本および監督を務めた。
2018年、YouTube PremiumのオリジナルSFドラマシリーズ『オリジン』のシュン・ケンザキ役を演じた。作品について「このような作品は見たことがない。既存の型にはまらないようにと意識することなく、前例に縛られずただ自由に読み取ることができる」と語った。SFおよびファンタジーへの愛を公言しており、それらは相反する空想と痛烈な解釈の混在がとても類似していると語っている。2020年2月、ネットフリックスのSFドラマ『オルタード・カーボン』シーズン2に準レギュラーとして出演した。同年、『すばらしい新世界』のミニシリーズ・ドラマ化『BRAVE NEW WORLD/ブレイブ・ニュー・ワールド』にヘンリー・フォスター役で出演した。ヘンリー役について「全ての面でプラス・アルファ」とされた。

## 私生活
野球チーム中目黒パンチで選手として活動している。東京都に居住している。2022年9月、日系ブラジル人のモデル大屋夏南と結婚した。

## 出演

### フィルモグラフィー
| 年   | 題                                                         | 役                   | 特記                    |
| ---- | ---------------------------------------------------------- | -------------------- | ----------------------- |
| 2015 | In Time                                                    | 監督                 |                         |
| 2018 | オリジン Origin                                            | シュン・ケンザキ     | メインキャスト          |
| 2019 | 高い城の男 The Man in the High Castle                      | 木戸徹               | 準レギュラー(シーズン4) |
| 2020 | オルタード・カーボン Altered Carbon                        | タナセダ・ユキト     | 準レギュラー(シーズン2) |
| 2020 | BRAVE NEW WORLD/ブレイブ・ニュー・ワールド Brave New World | ヘンリー・フォスター | メインキャスト          |

### 広告
- emmi ホリデーシーズン モデル（2023年） - 大屋夏南との共演[11]

### ビデオゲーム
- Stellar Blade（2024年） - 主要キャラ「アダム」のスキャンモデル[12]